# Галиакберово
Галиакберово (баш. Ғәлиәкбәр) — деревня в Бурзянском районе Республики Башкортостан Российской Федерации. Центр Галиакберовского сельсовета.

## География

### Географическое положение
Находится на правом берегу реки Нугуш.
Расстояние до:
- районного центра (Старосубхангулово): 37 км,
- ближайшей железнодорожной станции (Белорецк): 178 км.

## История
Деревня была основана между 1850 и 1859 гг. В 1859 г. в ней было 25 дворов со 148 жителями, в 1920 г. — 66 дворов (337 человек). Название деревни от антропонима. Первопоселенец Галиакбер Абдулмукминов и первые жители вышли из деревни Темясово ныне Баймакского района. Карагул Султангулов, участник Отечественной войны 1812 года.

## Население
| 2002 | 2009 | 2010 |
| ---- | ---- | ---- |
| 470  | ↗501 | ↘483 |

Согласно переписи 2002 года, преобладающая национальность — башкиры (100 %).

## Религия
В деревне есть мечеть.